# Tom Pappas (judoka)
Tom Pappas (ur. 22 listopada 1990) – australijski judoka.
Uczestnik mistrzostw świata w 2013. Startował w Pucharze Świata w latach 2010–2013, 2015, 2018 i 2019. Złoty medalista mistrzostw Oceanii w 2014 i srebrny w 2013. Brązowy medalista mistrzostw Wspólnoty Narodów w 2012. Mistrz Australii w 2012, 2015 i 2018 roku.